# Coma (novela)
Coma es la primera gran novela de Robin Cook, publicada por Signet Book en 1977. Contrariamente al mito popular, Coma fue precedida por la novela, menos conocida, Médico Interno (también publicada por Signet Book) en 1973.

## Historia
Susan Wheeler es la protagonista de la novela. Es una chica atractiva de 23 años, estudiante de medicina de tercer año trabajando en el Boston Memorial Hospital. Susan, junto con cuatro estudiantes más - George, Harvey, Geoffrey, y Paul - hacen rondas en quirófanos y UCI tomando notas del estado de salud de los pacientes. Mark Bellows, un residente de cirugía del hospital, es el instructor y supervisor de este grupo. 
El libro es un viaje dentro de los trabajos internos de un hospital. Mientras estos estudiantes realizan sus tres meses de rotación por cirugía, los dilemas y problemas a los que tiene que enfrentarse una mujer salen a relucir en una profesión considerada como «de hombres».
Hay dos pacientes, Nancy Greenly y Sean Berman, quienes misteriosamente entran en coma inmediatamente después de sus operaciones. Estos incidentes fueron atribuidos a complicaciones en sus cirugías debido a la anestesia. Nancy Greenly entró en coma cuando su cerebro no recibió suficiente oxígeno durante una cirugía. Del mismo modo, Sean Berman, un hombre joven de unos treinta años y con una buena condición física, se sometió a una cirugía de rodilla. A pesar del éxito de la operación, Sean no se volvió a despertar. Médicamente, las probabilidades para tales sucesos son de una por cada 100.000 operaciones; sin embargo, tales probabilidades son más altas en el Boston Memorial Hospital. 
Sorprendida por el coma de estos dos pacientes, Susan decide investigar el misterio que se oculta tras estos eventos y de otras víctimas recientes de coma. Susan descubre que la línea de oxígeno de la Sala 8 ha sido alterada, lo cual causa que los pacientes se envenenen con monóxido de carbono durante la cirugía, y por ende, sufren una muerte cerebral. Al mismo tiempo, Susan desarrolla una breve e íntima relación con Bellows y discute lo que descubre con él. Después de revelarle más detalles, y escapar de una persecución por un hombre que había sido contratado para asesinarla, Susan va al Instituto Jefferson.
El instituto es conocido por ser una estructura de cuidados intensivos diseñada para disminuir los costes médicos. Todos los pacientes que son declarados como con muerte cerebral o «vegetales» son trasladados al instituto. Aquí, descubre que los pacientes están suspendidos del techo por cables en habitaciones cubiertas de vidrio. Las «pruebas» son mantenidas con vida y movidas de habitación a habitación hasta que entra una llamada de solicitud de un órgano. El órgano es extirpado (sin consentimiento) y luego vendido al mercado negro. 
Sin embargo Howard Stark, jefe del Departamento de Cirugía en Boston Memorial, es revelado como el antagonista principal. Stark se enfrenta a Susan por sus descubrimientos y la droga, intentando poner a Susan en un coma bajo el pretexto de una operación de apéndice. Sin embargo, Bellows se las arregla para desconectar la línea de oxígeno durante la operación, previniendo una dosis de monóxido de carbono. Stark es arrestado pero el destino de Susan es dejado en duda.

## Trasfondo
El primer libro de Cook no se había vendido particularmente bien por lo que decidió estudiar los elementos comunes de los libros grandes ventas y presintió que, para un escritor desconocido, las novelas de misterio y suspense debían de ser la mejor opción para el éxito. Se vio particularmente influenciado por Tiburón, Siete días de mayo y las novelas de Eric Ambler. Su editor inicial no apreció su nuevo trabajo pero Little Brown accedió a darle un adelanto de 10.000 dólares.

## Respuesta crítica
Los premios y condecoraciones de Coma incluyen ser uno de los libros más vendidos en el New York Times (llegando a su posición más alta desde el número 6 en la categoría de ficción según se informa el 6 de octubre de 1977). Coma fue incluido en la categoría de ficción de la lista de «Libro del año» del New York Times, de la cual se lo seleccionó como «Mejor Libro del Año». Aunque no es un premio oficial, Coma ha sido llamado el «thriller número uno del año» de 1997 por The New York Times Book Review.

## Adaptaciones
La historia fue llevada al cine en un gran éxito, Coma por Michael Crichton en 1978. 
La historia fue adaptada de nuevo en una miniserie de televisión de dos partes, emitida en septiembre de 2012 en A&E.